# Semana Santa en Arequipa
La Semana Santa en Arequipa está muy relacionada con las efemérides religiosas. El aniversario de la ciudad, que se celebra el 15 de agosto, es también motivo de celebración de Nuestra Señora de la Asunción. En Semana Santa, existen celebraciones que, siguiendo el patrón dictado por la ciudad del Misti, que se cumplen en forma semejante en todas las localidades del departamento. Durante esa semana, en las calles, la fiesta religiosa se complementa con las procesiones, la degustación de postres tradicionales y la compra de objetos devocionales de artesanía. Es por eso que la ciudad de Arequipa se ha ganado el título de "La Sevilla De América" y "La Roma Del Perú".

## Jueves de Pasión
En Arequipa, se ha rescatado una devoción que se había creído perdida entre los años. Este jueves anterior al Domingo de Ramos, se marca con el Recorrido Procesional de Nuestra Señora de los Dolores, apodada "La Napolitana", porque fue traída desde Nápoles (Italia) en el siglo XVII, además de ser la 1° Dolorosa en haber recibido una Coronación Canónica en el Perú. Días previos a su día central, se reza la Setena Dolorosa y el día Viernes de Dolores, se lleva a cabo su Misa de Fiesta. Todo es organizado por la Cofradía de Nuestra Señora de los Dolores. Se la venera en la Parroquia y Convento "Nuestra Señora de Montserrat - La Recoleta", ubicado en el Barrio "Antiquilla" del distrito de Yanahuara.
Desde el año 1981 hasta el año 2010, Nuestra Señora del Patrocinio "La Virgen de Triana", imagen tallada por el Padre Víctor, el Capellán del Monasterio "Santa Catalina" (que también impulsó la devoción a esta imagen), presidía los actos iniciales de la Semana Santa el Jueves de Pasión o de Dolores, celebrando la Misa Solemne y en seguida la Procesión de la imagen, contando con la presencia del Colegio del Sagrado Corazón, cuyos alumnos vestían capuchas y trajes de color blanco, al estilo sevillano. Pero, por los objetivos pastorales del capellán, que tenía cada vez menos tiempo de organizar los actos de culto y por el número de fieles que no era tan numeroso, desapareció esta tradición. La talla de la Virgen es venerada en el Templo y Monasterio "Santa Rosa".
| Jueves de Pasión                              |
| Nuestra Señora de los Dolores "La Napolitana" |
|                                               |
| Nuestra Señora de los Dolores "La Napolitana" |

## Viernes de Dolores
En este día anterior a la Semana Santa, en los diferentes templos de Arequipa, se rinde honor a la Virgen de los Dolores, como es el caso del Monasterio de Santa Rosa, donde se realiza el rezo del "Vía Matris" que conmemora los dolores de la Virgen; mientras que a las 18:00 horas, se realiza en la Plaza de Armas el Viacrucis Arquidiocesano, con la participación de todas las órdenes, organizaciones y grupos religiosos que existen en Arequipa, siendo presidido por el Arzobispo de la ciudad.
En Cayma, sale en Procesión la imagen de Nuestra Señora de los Dolores del Santuario "San Miguel, arcángel".
|                                                             |
| Vista de la Plaza de Armas en el Vía Crucis Arquidiocesano. |

|                                         |
| Estación IV: Jesús es negado por Pedro. |

|                                                        |
| Estación VI: Jesús es flagelado y coronado de espinas. |

|                                                                                  |
| Homenaje a Nuestra Señora de los Angustias una vez culminada la Setena Dolorosa. |

|                                                    |
| Rezo del Vía Matris en el Monasterio "Santa Rosa". |

## Sábado de Pasión
Un día antes del Domingo de Ramos, del Centenario Mercado "San Camilo" (antes Templo de "La Buena Muerte" de los Padres Camilos, derruido por el terremoto de 1868), sale el Recorrido Procesional del Señor del Perdón, imagen que se encuentra en la puerta principal del mercado, talla realizada por el escultor Valentín García Quinto en los años 60 (hecha íntegramente en madera, midiendo aproximadamente 1.70 m). En un comienzo, el Señor salía acompañado de la Virgen de las Angustias, pero como ella reside en el Templo de San Francisco, se mandó a hacer una imagen propia, la que actualmente conocemos como Nuestra Señora de la Amargura "La Consumata", imagen tallada por el escultor arequipeño Víctor Paredes Polanco, capellán del Templo del Monasterio de Santa Catalina. A ambas imágenes, los comerciantes y vendedores del centro de abastos les tienen mucha devoción, por lo que en el año 1969 logra fundarse la hermandad y actualmente ultiman los preparativos para la Procesión, la cual, llega a realizarse aproximadamente a las 17:00 horas, oficiándose al día siguiente, Domingo de Ramos, la Misa de Fiesta seguida de la Procesión por el interior del mercado. De igual manera, se realiza en la Octava, el Domingo de Resurrección.
|                      |
| El Señor del Perdón. |

|                                               |
| Nuestra Señora de la Amargura "La Consumata". |

## Domingo de Ramos
Este día, marca el comienzo oficial de las actividades de la Semana Santa. Por la mañana, sale el Señor de Ramos de los 3 monasterios que existen en Arequipa: "Santa Rosa" (Orden Dominica), "Santa Teresa" (Orden Carmelita Descalza) y "Santa Catalina" (Orden Dominica), mientras que en Yanahuara, el Señor Triunfante recorre el distrito montado en un pollino. Posteriormente, se procede a escuchar la misa en los diferentes templos de la ciudad, y al mediodía, se oficia la Misa de Fiesta en honor al Cristo de la Caridad. En nuestra Basílica Menor, se bendicen los ramos, hechos artesanal mente de romero, olivo y palma, adquiridos en los exteriores de los templos al igual que las cruces de madera con el rostro de Cristo en bulto. Por la tarde, sale en su Recorrido Procesional anual la imagen del Señor del Gran Poder, réplica de la imagen homónima de Sevilla, esculpida por Valentín García Quinto en los claustros del Templo y Convento "San Francisco", ubicado también aquí, en Arequipa y va acompañado por su madre, Nuestra Señora de las Penas, imagen traída de España por Monseñor Rodríguez Ballón en 1965. El cortejo sale de la "Basílica Catedral de Arequipa". 
|                                                  |
| El Señor de Ramos, Monasterio de Santa Catalina. |

|                                                  |
| Misa de Fiesta en honor al Cristo de la Caridad. |

|                          |
| El Señor del Gran Poder. |

|                              |
| Nuestra Señora de las Penas. |

## Lunes Santo
En este día, sale en Procesión del Templo "Santa Marta", el Cristo de la Caridad, Patrono Jurado de Arequipa. 
Esta imagen fue un obsequio hecho por el Rey Carlos V de España a pocos años de que Arequipa fuera fundada (1540) en un lienzo que está ubicado al reverso del estandarte de la ciudad y de una imagen en bulto que estaba en una ermita ubicada en la ranchería de San Lázaro, que servía para adoctrinar a los indios del lugar. Luego, en el año 1566, la imagen fue trasladada a la Sala de la "Caridad", que estaba dentro del Portal del Cabildo (hoy Portal de la Municipalidad) y que servía de refugio para los pobres y menesterosos. De allí es llevado a la Ermita de Santa Marta (actual Parroquia de Santa Marta, siglo XVI) y se data que la primera procesión ocurrió un 5 de marzo de 1684 en la que llegó por primera vez a la Plaza de Armas y desde aquel año lo hace ininterrumpidamente cada Lunes Santo. 
Su festividad comienza el Quinto Sábado de Cuaresma, día en que se realiza la Tradicional Bajada del Cristo y se le eleva a sus andas, de allí se realiza un solemne quinario y culmina con la Misa de Fiesta, que es celebrada el Domingo de Ramos, oficiada por el Arzobispo. Al caer el crepúsculo, sale en Recorrido Procesional acompañado por el Señor Jesús Nazareno, Santa Marta (una de las primeras patronas de Arequipa, protectora contra los terremotos), San Juan, apóstol y Nuestra Señora de los Dolores (una primigenia Virgen de los Dolores que salía en una carroza y que acompañó al Cristo hasta el año 2004, desde el año 2005 hasta el año 2010 lo hizo Nuestra Señora de la Encarnación y desde 2011 hasta el día de hoy lo hace la Dolorosa restaurada, que data del siglo XVI). Antiguamente, el Señor ingresaba a los monasterios y conventos existentes en la ciudad y se cantaba el salmo 50, popularmente conocido como "El Miserere". Algunos rasgos de la tradición han desaparecido (se ha rescatado el tradicional ingreso al Monasterio de Santa Teresa, el año 2015 lo volvió a hacer), al llegar a la Plaza de Armas, el Cristo recibe homenaje por parte de la Municipalidad Provincial de Arequipa en "El Portal de la Municipalidad" donde se entonan los Himnos del Perú y de Arequipa, y es llevado con pompa y solemnidad por las autoridades locales, por los miembros de la Policía Nacional del Perú, así como los Marinos de Guerra, quienes, con su banda, entonan marchas fúnebres para acompañar el recorrido. Además, la mayordomía de Fiesta y Procesión está a cargo de instituciones civiles y militares.
El Cristo de la Caridad, por Resolución Municipal N° 1215 del 20 de marzo de 1991 es declarado como “Patrono y Protector Jurado de la Región Arequipa" y se le otorgó la Medalla de Oro de la Ciudad, así como de diversas distinciones que las instituciones le brindan.
En el Lunes Santo del año 2012, el actual Alcalde de la ciudad, Dr. Alfredo Zegarra hizo la entrega de las "Llaves de la Ciudad" a la Imagen del Cristo de la Caridad, como Patrono Jurado de nuestra ciudad, en el homenaje de las autoridades y el respectivo cambio de mayordomía.
El Templo de Santa Marta, lugar de residencia del Cristo, ha soportado varios sismos, y con el último movimiento telúrico del 2001 ha quedado seriamente dañado, por lo que en los últimos años la Procesión ha salido por la puerta lateral (hasta el año 2013 salía por la puerta principal) y en una ocasión (año 2014) el recorrido comenzó desde el Templo del Monasterio de Santa Teresa.
El Cristo de la Caridad, por ser una imagen que concita gran devoción en el pueblo arequipeño, participa de distintas actividades extraordinarias que organiza el Arzobispado como son la Misa de Clausura por los 400 años de la Arquidiócesis de Arequipa (2010) y el Año Jubilar de la Misericordia (2015).
|                    |
| San Juan, apóstol. |

|                                                                           |
| Nuestra Señora de la Cueva Santa, conocida popularmente como Santa Marta. |

|                          |
| El Señor Jesús Nazareno. |

|                                                                   |
| El Cristo de la Caridad, Patrono Jurado de la Ciudad de Arequipa. |

|                                |
| Nuestra Señora de los Dolores. |

### Lignum Crucis
La Hermandad del Cristo de la Caridad custodia la Reliquia del "Lignum Crucis", verdadera astilla de la Cruz de Cristo, que fuera entregada por S. S. Pío XII a José Luis Bustamante y Rivero, quien la trajo a la ciudad y se la dio al Padre Ireneo De Madariaga, quien, al final de su vida, la entregó en custodia a este Movimiento Laical de "Santa Marta".
Esta Reliquia, también la poseen los Templos y Conventos "Santo Domingo" y "San Francisco" y el Templo de "La Compañía De Jesús".
| |
| Lignum Crucis del Templo de "La Compañía de Jesús", llevado bajo palio por un Sacerdote de la Orden (Orden Jesuita). |

|                                                        |
| Lignum Crucis de la Parroquia "Santa Marta" bajo palio |

## Martes Santo
Por la mañana, en la hoy "Basílica Menor de Arequipa", el Arzobispo realiza la Misa Crismal, donde se bendice el Santo Crisma y el clero y los religiosos de la ciudad renuevan sus promesas sacerdotales.
En Yanahuara, en horas de la tarde, se da lugar el Recorrido Procesional del Encuentro, en el que el Señor Jesús Nazareno, San Juan, apóstol, La Verónica y La Virgen Dolorosa recorren el perímetro de la plaza principal del distrito. 
En el centro de la ciudad, del Templo de  la Compañía De Jesús, sale la Procesión de la Pasión y Muerte de Nuestro Señor Jesucristo, que está conformada por las imágenes del Señor Jesús Cautivo, talla que viste de blanco, que lleva el escapulario trinitario únicamente para el Martes Santo y que es acompañado por la banda del Colegio "San José" dirigido por los jesuitas; del Señor Justo Juez, imagen antiquísima del siglo XVII, traída de España y cargada en hombros por encapuchados penitentes vistiendo trajes de color púrpura al estilo de Sevilla; la talla del Señor Jesús De Nazareth, que representa a Jesús portando la cruz rumbo al calvario; imagen del Cristo de la Buena Muerte, atribuido al salmantino Bernardo Pérez De Robles, imagen antiquísima que ha sido remplazada por una réplica a consecuencia del deterioro que sufría en su traslado; y cerrando el cortejo, la imagen  de María Santísima de la Esperanza Macarena, que se unió a la procesión en 1949, talla traída también por los padres jesuitas de España, en 2024 por iniciativa del prefecto del Templo, P. Fernando Jiménez SJ, los exalumnos del Colegio San José portaron las andas de la Esperanza Macarena. En esta procesión, es expuesta una reliquia de la verdadera Cruz de Jesucristo, siendo una de las 4 astillas que se conservan en Arequipa y que procesionan junto a sus imágenes en la Semana Santa.  Al finalizar el Recorrido Procesional, el Arzobispo oficia la Misa.
|                                                          |
| Jesús Nazareno, Parroquia San Juan Bautista de Yanahuara |

|                                |
| Nuestra Señora de los Dolores. |

|                                                                                   |
| El Señor Jesús Cautivo, vestido con su túnica blanca y el escapulario trinitario. |

|                                                                        |
| El Señor Justo Juez y sus tradicionales faroles de paso de color rojo. |

|                          |
| Señor Jesús De Nazareth. |

|                                                                                         |
| El Calvario: San Juan, apóstol, la Dolorosa y la réplica del Cristo de la Buena Muerte. |

|                                                          |
| Nuestra Señora María Santísima de la Esperanza Macarena. |

## Miércoles Santo
El tañido de las campanas del Templo y Convento "Nuestra Señora de la Merced" anuncian la salida del lienzo del Señor de la Sentencia, magnífica obra de algún artista español apodado "El Divino", que representa la escena, según algunos, de Jesús siendo juzgado ante Caifás, mientras que otros, dicen que es Jesús ante Poncio Pilatos, su esposa prócula y algunos guardias. Dicha imagen es acompañada por Nuestra Señora del Consuelo, conocida como "La Mercedaria" y por San Juan, apóstol. Años atrás, el Señor de la Sentencia era acompañado por el Cristo del Auxilio (el cual, formaba el Calvario junto con La Dolorosa y San Juan, anteriormente mencionados), mientras que la Virgen salía en la madrugada del Sábado Santo en una Procesión exclusiva de varones, los cuales, iban vestidos de luto y entonando el canto "¿Hasta Cuándo, hijo Perdido?". Actualmente, el Recorrido Procesional es organizado por la Orden Mercedaria, junto con la participación del Ejército Peruano (que tienen bajo su protección a la Virgen de las Mercedes), de los Jueces y Fiscales (por ser el Señor de la Sentencia el Patrono de los Juzgados y de quienes buscan paz y justicia) y de la feligresía en general. Al finalizar el recorrido, se oficia una Misa celebrada por el Arzobispo.
En Distritos como Tiabaya y Paucarpata, se realizan las célebres "Procesiones del Encuentro", resaltando las imágenes de Jesús Nazareno (que procesiona en la "Fiesta de Cuasimodo") y la del Señor de la Amargura (el Protector de Arequipa, cuya Festividad es el Primer Domingo de Cuaresma).
En Cerro Colorado, se realiza la Procesión del Encuentro en la que participan las imágenes del Señor Jesús Nazareno de Cerro Viejo (que procesiona el IV domingo de Cuaresma) y Nuestra Señora de los Dolores de la parroquia homónima, ubicada en la Plaza Las Américas.
|                    |
| San Juan, apóstol. |

|                           |
| El Señor de la Sentencia. |

|                              |
| Nuestra Señora del Consuelo. |

|                                                                                           |
| El Señor de la Amargura, que procesiona el Miércoles Santo en la Procesión del Encuentro. |

|                                                           |
| Encuentro de Jesús Nazareno de Cerro Viejo y la Dolorosa. |

|                                                  |
| Nuestra Señora de los Dolores de Cerro Colorado. |

## Jueves Santo
En este día, no hay procesiones, pero, se visitan los monumentos alegóricos en honor al cuerpo y sangre de Cristo, organizados en cada templo arequipeño:
- El Pelícano Eucarístico es visitado en la "Basílica Menor de Arequipa", y en este mismo recinto como en otros Templos de la ciudad se realiza la homilía conmemorando la "Última Cena", dando inicio al Triduo Pascual y el tradicional "Lavado de Pies",[19] efectuado por el Arzobispo de Arequipa como símbolo de humildad y de amor fraterno[20] ante 12 adultos mayores que representan a los 12 apóstoles.
- Nuestra Señora del Amparo del Templo y Convento "San Francisco" es expuesta para su respectivo besamanos.
- En "Santa Marta", el Cristo de la Caridad recibe la masiva visita de los fieles, porque ahora, lo tienen más cerca, ya que ha bajado de sus Sagradas Andas para ser venerado.
- El Templo y Convento "Santo Domingo" ya cubrió sus imágenes con telas moradas en señal de luto.

Para el almuerzo, se degustan los tradicionales postres (arroz con leche y las mazamorras morada y de chancaca) y los platos hechos de pescado y carnes, tales como los chupes y entradas típicas de la culinaria arequipeña.
Ya adentrada la penumbra, se realiza el tradicional recorrido de las 14 Estaciones, mientras que la Plaza Mayor de la ciudad y sus calles aledañas lucen abarrotadas de comerciantes y devotos, ya que la gente se prepara para la Festividad Central: el Viernes Santo.
|                                        |
| Monumento de la Iglesia de San Lázaro. |

|                                           |
| Monumento de la Iglesia de San Francisco. |

|                                     |
| Veneración al Cristo de la Caridad. |

|                                               |
| Reverencia a Nuestra Señora de las Angustias. |

## Viernes Santo
En este día de ayuno y abstinencia, las campanas se silencian, ya que la ciudad ya siente el dolor de la muerte de Jesús; claro ejemplo en la Plaza de Armas, las banderas son elevadas a media asta en señal de duelo. Esto, es más adentrado en el Templo y Convento "Santo Domingo", el escenario central del día:
- El Cristo Yacente es colocado en la cruz para preparar el "Sermón de las 3 Horas", rito religioso que rememora las palabras dichas por Jesús cuando estaba crucificado (dando a conocer además, que la talla del Cristo es articulada), de igual manera las imágenes de San Juan, apóstol y la Virgen Dolorosa son colocadas a ambos lados de la cruz.
- Dicho sermón inicia al mediodía. Los devotos escuchan atentamente en medio de lágrimas y tristeza por la muerte del Señor.
- Luego de la ceremonia, se da lugar a la Liturgia de la Pasión, la adoración a la Cruz y el descendimiento de Jesús, momento en el que todos los fieles se agolpan para poder tocar el cuerpo de Cristo yacente, que es llevado al interior del Convento para ser puesto en su urna.

En las picanterías, se prepara el tradicional "Chupe de Viernes", elaborado con pescado en trozos, sal, pimienta, orégano, algas, verduras, leche, huevos, papas, choclo, entre otros ingredientes, siendo opcional, agregar fideos en el aperitivo. Esto, según la costumbre, de no comer carnes rojas.
Durante la tarde, en distritos como Paucarpata, se escenifica la Vida, Pasión y Muerte de Jesús con gran realismo, a cargo del grupo parroquial "Jesús Nazareno" de la Parroquia Santa Ana, quienes han representado el Viacrucis desde hace más de 30 años.
Acaecida la noche, se realiza el Recorrido Procesional del Santo Sepulcro, organizado por la Sesquicentenaria Hermandad de Caballeros del Santo Sepulcro de Arequipa (fundada el 29 de abril de 1870 y que registra en el libro de actas de la Hermandad a miembros ilustres como el héroe nacional Francisco Bolognesi que firmó el acta de fundación en condición de militar retirado, al expresidente del Perú Don José Luis Bustamante y Rivero, entre otros). Acompañan al Cristo Yacente, la Santísima Cruz con el Sudario, el Divino Rostro, San Juan apóstol, el Anda de las Reliquias de la Pasión (que son los clavos y la corona de espinas utilizados para colocar al Señor en la cruz), el Lignum Crucis (que es llevado bajo palio), Santa María Magdalena y la Virgen de los Dolores de la Familia Vivanco (imagen traída desde Francia que fue dada en custodia a la Hermandad del Santo Sepulcro para su especial veneración). Al llegar a la Plaza de Armas, el Coro Polifónico Municipal recibe a las imágenes en el Portal de la Municipalidad, rindiendo homenaje entonando cantos gregorianos. Las autoridades civiles, militares y religiosas, así como la feligresía en general participan en la procesión, portando cirios y velas de color verde. Se toca la marcha fúnebre "Morán", que fue creada en el momento en el que el General José Trinidad Morán era fusilado en la Plaza de Armas (1854). Además, se entona "El Miserere", en castellano y en latín, melodía en yaraví arequipeño del Salmo 50. 
Los distritos de Miraflores, Yanahuara, Paucarpata, Cayma y Sachaca también participan de estos actos religiosos.
De la Parroquia "Señor de la Caña" (Barrio "Antiquilla" - Yanahuara), sale la Centenaria Procesión del Señor del Santo Sepulcro. Esta, inicia a las 21:00 horas, después de terminada la Procesión de "Santo Domingo" y refleja un momento más funesto y tradicional en esta zona de Arequipa, recorriendo las calles tradicionales "Antiquilla", "Beaterio" y "Umacollo". Su iniciador y primer devoto fue Dn. Juan De Dios Quiroz Sotomayor (a la fecha, su Familia sigue con la devoción y tradición).
|                                   |
| Cruz Alta presidiendo el cortejo. |

|                           |
| Cuadro del Divino Rostro. |

|                    |
| San Juan, Apóstol. |

|                                                      |
| Reliquias de la Pasión (Clavos y Corona de Espinas). |

|                                                      |
| Anda del Santo Sepulcro (Detalle de Cristo Yacente). |

|                  |
| María Magdalena. |

|                                                                         |
| Nuestra Señora de los Dolores, al compás de la Marcha Fúnebre de Morán. |

|                                                 |
| Descendimiento de Jesús en Acequia Alta, Cayma. |

|                                                           |
| Rostro del Crucificado en el Descendimiento, Cerro Viejo. |

|                                               |
| Nuestra Señora de los Dolores de Cerro Viejo. |

## Sábado Santo
En este día, no se celebran Eucaristías, ya que las puertas de los templos están cerradas, cumpliendo con lo que manda el día. Pero, en el Templo y Convento "San Francisco", se realiza el ejercicio de "La Soledad de María", que, al culminar, da paso a la Procesión de la enjoyada Virgen de las Angustias (réplica de la Virgen de la Macarena de Sevilla - España), también obra de Valentín García Quinto, cuya Cofradía (fundada en 1954) tiene a cargo su devoción. Tanto ella como sus Sagradas Andas, tienen adornos de oro y joyas que las mujeres nobles de la ciudad le regalaban en agradecimiento a milagros obrados. La Virgen va acompañada de San Juan, apóstol y de la Santísima Cruz con el Sudario y en su camino, recibe diversos homenajes: de la M. P. A., de la Centenaria Hermandad de Caballeros del Santo Sepulcro de "Santo Domingo" y de instituciones públicas y privadas. A partir de las 22:00 horas, se realiza en la Plaza de Armas la "Vigilia Pascual", preparándose la ciudadanía para la Pascua de Resurrección. En el 2015, la Municipalidad Provincial de Arequipa nombró a Nuestra Señora de las Angustias como "Reina de la Paz".
|                    |
| San Juan, apóstol. |

|                                   |
| La Santísima Cruz con el Sudario. |

| |
| Nuestra Señora de las Angustias (detalle de la bambalina frontal del palio, que porta el escudo bordado de la Ciudad). |

## Domingo de Resurrección
A las primeras horas de la mañana, se realiza la Procesión del Divino Niño de la Resurrección "El Cabezoncito" del Templo y Monasterio "Santa Rosa De Santa María Del Señor San José". Las campanas de los templos del centro de la ciudad repican después de un largo silencio, debido a la alegría de la resurrección. En Yanahuara, se realiza la Procesión de la Virgen del Rosario y del Santísimo, mientras que en Cayma y otros barrios tradicionales (como "7 Esquinas"), después de participar en la Eucaristía, tiene lugar la tradicional "Quema de Judas", que consiste en la confección de un muñeco en tamaño natural, hecho a semejanza de Judas y por un pirotécnico. Lo más resaltante y simpático es que, antes de ser quemado, se da lectura a su "testamento", el cual consiste en críticas dirigidas a las autoridades del lugar y, porqué no, también, a vecinos despistados o muy importantes. Luego, se procede a encender el muñeco con mucha algarabía y al final, se va a los restaurantes del lugar a saborear el no menos famoso "Caldo de Pascua", hecho sobre la base de carne de res, de cordero, de gallina, de la lonja de cerdo, de la lengua del cordero, de la chalona, de chuño, de papas, de yuca, de racacha y de garbanzo. También, se degusta el típico adobo arequipeño, acompañado de té piteado y pan de 3 puntas.
A las 11 de la mañana, sale en procesión el Señor Jesús Nazareno del Templo "Santiago Apóstol" del distrito de Tiabaya, iniciando así las actividades para la fiesta de Cuasimodo, el II domingo de Pascua.
| Domingo de Resurrección                                 |
| Jesús Nazareno, Parroquia "Santiago Apóstol" de Tiabaya |
|                                                         |
| Jesús Nazareno, Parroquia "Santiago Apóstol" de Tiabaya |

Así, la Semana Santa arequipeña ha culminado, pero la tradición católica en la "Ciudad Blanca" continúa a lo largo del año.

## Resumen e Itinerario
| Día                     | Hora               | Imágenes | Descripción | Lugar                                    |
| ----------------------- | ------------------ | -------- | --- | ---------------------------------------- |
| Viernes de Dolores      | 4 de la tarde      |          | Procesión de la Virgen Dolorosa en el rezo del Vía Matris. | Monasterio Santa Rosa                    |
| Sábado de Pasión        | 5 de la tarde      |          | Procesión del Señor del Perdón y la Virgen de la Amargura "La Consumata".                                                                                              | Mercado San Camilo                       |
| Domingo de Ramos        | 5 y 30 de la tarde |          | Procesión del Señor del Gran Poder y Nuestra Señora de las Penas. | Basílica Catedral de Arequipa            |
| Lunes Santo             | 5 de la tarde      |          | Procesión del Cristo de la Caridad, San Juan y la Virgen Dolorosa. | Templo Santa Marta                       |
| Martes Santo            | 5 de la tarde      |          | Procesión del Encuentro: San Juan, la Verónica, Jesús Nazareno y la Dolorosa.                                                                                          | Parroquia San Juan Bautista de Yanahuara |
|                         | 6 de la tarde      |          | Procesión de la Pasión y Muerte de N.S. Jesucristo: Jesús Cautivo, Justo Juez, Jesús de Nazareth, Cristo de la Buena Muerte y Nuestra Señora de la Esperanza Macarena. | Iglesia de la Compañía de Jesús          |
| Miércoles Santo         | 5 de la tarde      |          | Procesión del Señor de la Sentencia, San Juan y Nuestra Señora del Consuelo "La Mercedaria".                                                                           | Iglesia La Merced                        |
| Jueves Santo            | Todo el día        |          | Visita a las estaciones y a los monumentos. | Todas las Iglesias de la Arquidiócesis   |
| Viernes Santo           | 7 de la noche      |          | Solemne Procesión del Santo Sepulcro, acompañado por la Cruz, el Divino Rostro, San Juan, las Reliquias, María Magdalena y Nuestra Señora de los Dolores.              | Templo Santo Domingo                     |
| Sábado Santo            | 5 de la tarde      |          | Procesión de Nuestra Señora de las Angustias, San Juan y la Cruz. | Templo San Francisco                     |
| Domingo de Resurrección | 11 de la mañana    |          | Procesión del Señor Jesús Nazareno y bendición de automóviles. | Parroquia Santiago Apóstol de Tiabaya    |

### Audiovisual
- Marcha Fúnebre a "Morán", marcha fúnebre oficial del estado peruano y acompaña el paso de "La Dominica".
- Viernes Santo en Arequipa, el Sermón de las 3 horas y la Tradicional Procesión del Santo Sepulcro.
- Marcha Procesional "Corazón Herido", tradicional de la ciudad de Arequipa, rescatado por el maestro Luis Durand Romero.
- Domingo de Ramos 2015, paso de Nuestra Señora de las Penas al repique de las campanas de la Basílica Catedral de Arequipa.
- Semana Santa de Arequipa 1992
- Costumbres: A los pies del Misti (relatos de Semana Santa), Sonaly Tuesta, TV Perú. Arequipa 2011.

- Datos: Q16630054
- Multimedia: Semana Santa en Arequipa / Q16630054